# Falkenberg, Tirschenreuth
Falkenberg là một đô thị trong huyện Tirschenreuth bang Bayern, Đức.